# Cornus volkensii
Cornus volkensii là một loài thực vật có hoa trong họ Cornaceae. Loài này được Harms miêu tả khoa học đầu tiên năm 1895.